# Ringer-Europameisterschaften 1976
Die Ringer-Europameisterschaften 1976 fanden vom 16. April bis zum 21. April in beiden Stilarten in Leningrad (heute Sankt Petersburg) statt. Damit fanden sie zum zweiten Mal nach 1967 (griechisch-römisches Turnier in Minsk) in der Sowjetunion statt.

## Griechisch-römisch

### Ergebnisse
| Klasse  | Gold               | Silber                  | Bronze                |
| ------- | ------------------ | ----------------------- | --------------------- |
| -48 kg  | Alexei Schumakow   | Constantin Alexandru    | Ferenc Seres          |
| -52 kg  | Petar Kirow        | Wladimir Schatunow      | Haralambos Holidis    |
| -57 kg  | Farhat Mustafin    | Mihai Boțilă            | Josef Krysta          |
| -62 kg  | Kazimierz Lipień   | Ion Păun                | Suren Nalbandjan      |
| -68 kg  | Lars-Erik Skiöld   | Ștefan Rusu             | Schamil Chisamutdinow |
| -74 kg  | Janko Schopow      | Iosif Berischwili       | Petros Galaktopoulos  |
| -82 kg  | Csaba Hegedűs      | Wladimir Tscheboksarow  | Iwan Kolew            |
| -90 kg  | Frank Andersson    | Stojan Nikolow          | Fred Theobald         |
| -100 kg | Nikolai Balboschin | József Farkas           | Tore Hem              |
| +100 kg | Alexandar Tomow    | Oleksandr Koltschynskyj | József Nagy           |

### Medaillenspiegel (griechisch-römisch)
| Rang | Land             | Gold | Silber | Bronze |
| ---- | ---------------- | ---- | ------ | ------ |
| 1    | Sowjetunion      | 3    | 4      | 2      |
| 2    | Bulgarien        | 3    | 1      | 1      |
| 3    | Schweden         | 2    | 0      | 0      |
| 4    | Ungarn           | 1    | 1      | 2      |
| 5    | Polen            | 1    | 0      | 0      |
| 6    | Rumänien         | 0    | 4      | 0      |
| 7    | Griechenland     | 0    | 0      | 2      |
| 8    | BR Deutschland   | 0    | 0      | 1      |
|      | Tschechoslowakei | 0    | 0      | 1      |
|      | Norwegen         | 0    | 0      | 1      |

## Freistil

### Ergebnisse
| Klasse  | Gold               | Silber              | Bronze               |
| ------- | ------------------ | ------------------- | -------------------- |
| -48 kg  | Anatoli Beloglasow | Mihály Gyulai       | Jürgen Möbius        |
| -52 kg  | Henrik Gál         | Arsen Allachwerdiew | Hartmut Reich        |
| -57 kg  | Wladimir Jumin     | László Klinga       | Hans-Dieter Brüchert |
| -62 kg  | Sergei Timofejew   | Petre Coman         | Iwan Jankow          |
| -68 kg  | Alexander Matwejew | Ismail Juseinow     | Eberhard Probst      |
| -74 kg  | Dan Karabín        | Marin Pîrcălabu     | Fred Hempel          |
| -82 kg  | Adolf Seger        | Ismail Abilow       | Wiktor Nowoschilow   |
| -90 kg  | Lewan Tediaschwili | Peter Neumair       | Stelică Morcov       |
| -100 kg | Iwan Jarygin       | Dimo Kostow         | Mehmet Güçlü         |
| +100 kg | Ladislau Șimon     | Roland Gehrke       | Boris Bigajew        |

### Medaillenspiegel (Freistil)
| Rang | Land                            | Gold | Silber | Bronze |
| ---- | ------------------------------- | ---- | ------ | ------ |
| 1    | Sowjetunion                     | 6    | 1      | 2      |
| 2    | Rumänien                        | 1    | 2      | 1      |
| 3    | Ungarn                          | 1    | 2      | 0      |
| 4    | BR Deutschland                  | 1    | 1      | 0      |
| 5    | Tschechoslowakei                | 1    | 0      | 0      |
| 6    | Bulgarien                       | 0    | 3      | 1      |
| 7    | Deutsche Demokratische Republik | 0    | 1      | 5      |
| 8    | Türkei                          | 0    | 0      | 1      |